# Liste der Flüsse in Nova Scotia
Die Liste der Flüsse in Nova Scotia ist nach Einzugsgebieten sortiert. Sie hat keinen Anspruch auf Vollständigkeit.
Die Auflistung der Flüsse erfolgt nach Einzugsgebiet von der Northumberlandstraße beginnend entlang der Küste bis zur Bay of Fundy.
In der Spalte "Status Lachspopulation" ist der Status des (anadromen) Lachsbestandes laut NASCO aufgeführt.
| Name                             | Einzugs- gebiet km² | Flusssystem                 | Gewässersystem oder Bucht              | Status Lachs- population |
| -------------------------------- | ------------------- | --------------------------- | -------------------------------------- | ------------------------ |
| Shinimicas River                 |                     |                             | Northumberlandstraße                   | unbekannt                |
| River Philip                     | 570                 |                             | Northumberlandstraße                   | stabil                   |
| Pugwash River                    |                     |                             | Northumberlandstraße                   | unbekannt                |
| Wallace River                    | 425                 |                             | Northumberlandstraße                   | stabil                   |
| River John                       | 280                 |                             | Northumberlandstraße                   | unbekannt                |
| Big Caribou River                |                     |                             | Northumberlandstraße                   | unbekannt                |
| West River of Pictou             |                     |                             | Northumberlandstraße                   | stabil                   |
| Middle River of Pictou           | 150                 |                             | Northumberlandstraße                   | stabil                   |
| East River of Pictou             | 547                 |                             | Northumberlandstraße                   | stabil                   |
| Sutherlands River                |                     |                             | Northumberlandstraße                   | stabil                   |
| West River (Antigonish Harbour)  |                     |                             | St. Georges Bay (Sankt-Lorenz-Golf)    | stabil                   |
| South River (Antigonish Harbour) | 210                 |                             | St. Georges Bay (Sankt-Lorenz-Golf)    | stabil                   |
| Pomquet River                    |                     |                             | St. Georges Bay (Sankt-Lorenz-Golf)    | unbekannt                |
| Afton River                      |                     |                             | St. Georges Bay (Sankt-Lorenz-Golf)    | unbekannt                |
| Tracadie River                   |                     |                             | St. Georges Bay (Sankt-Lorenz-Golf)    | unbekannt                |
| Wrights River                    |                     |                             | St. Georges Bay (Sankt-Lorenz-Golf)    | unbekannt                |
| Southwest Mabou River            |                     |                             | Mabou Harbour (Sankt-Lorenz-Golf)      | stabil                   |
| Mabou River                      |                     |                             | Mabou Harbour (Sankt-Lorenz-Golf)      | stabil                   |
| Northeast Mabou River            |                     |                             | Mabou Harbour (Sankt-Lorenz-Golf)      | stabil                   |
| Broad Cove River                 |                     |                             | Sankt-Lorenz-Golf                      | unbekannt                |
| Margaree River                   | 1.375               |                             | Sankt-Lorenz-Golf                      | stabil                   |
| Southwest Margaree River         |                     | Margaree River              | Sankt-Lorenz-Golf                      |                          |
| Northeast Margaree River         |                     | Margaree River              | Sankt-Lorenz-Golf                      |                          |
| Chéticamp River                  | 280                 |                             | Sankt-Lorenz-Golf                      | stabil                   |
| North Aspy River                 |                     |                             | Aspy Bay (Cabotstraße)                 | stabil                   |
| Middle Aspy River                |                     |                             | Aspy Bay (Cabotstraße)                 | unbekannt                |
| Ingonish River                   |                     |                             | Atlantischer Ozean                     | bedroht                  |
| Indian Brook                     | 125                 |                             | St. Anns Bay (Atlantischer Ozean)      | bedroht                  |
| Barachois River                  |                     |                             | St. Anns Bay (Atlantischer Ozean)      | bedroht                  |
| North River (St. Anns Bay)       |                     |                             | St. Anns Bay (Atlantischer Ozean)      | stabil                   |
| Baddeck River                    |                     |                             | Bras d’Or Lake                         | bedroht                  |
| Middle River                     | 310                 |                             | Bras d’Or Lake                         | bedroht                  |
| Mira River                       | 560                 |                             | Atlantischer Ozean                     | bedroht                  |
| Framboise River                  |                     |                             | Atlantischer Ozean                     | bedroht                  |
| Grand River                      | 150                 |                             | Atlantischer Ozean                     | bedroht                  |
| River Inhabitants                | 250                 |                             | Atlantischer Ozean                     | bedroht                  |
| Salmon River (Chedabucto Bay)    |                     |                             | Atlantischer Ozean                     | bedroht                  |
| New Harbour River                |                     |                             | Atlantischer Ozean                     | bedroht                  |
| Country Harbour River            |                     |                             | Atlantischer Ozean                     | bedroht                  |
| St. Marys River                  | 1.350               |                             | Atlantischer Ozean                     | bedroht                  |
| East River St. Marys             |                     | St. Marys River             | Atlantischer Ozean                     | bedroht                  |
| West River St. Marys             |                     | St. Marys River             | Atlantischer Ozean                     | bedroht                  |
| Liscomb River                    | 390                 |                             | Atlantischer Ozean                     | bedroht                  |
| Ecum Secum River                 |                     |                             | Atlantischer Ozean                     | bedroht                  |
| Moser River                      |                     |                             | Atlantischer Ozean                     | bedroht                  |
| Quoddy River                     |                     |                             | Atlantischer Ozean                     | bedroht                  |
| East River Sheet Harbour         | 570                 |                             | Atlantischer Ozean                     | Erhaltungsmaßnahmen      |
| West River Sheet Harbour         |                     |                             | Atlantischer Ozean                     | bedroht                  |
| Ship Harbour River               |                     |                             | Atlantischer Ozean                     | bedroht                  |
| Salmon River (Jeddore Harbour)   |                     |                             | Atlantischer Ozean                     | bedroht                  |
| Musquodoboit River               | 680                 |                             | Atlantischer Ozean                     | bedroht                  |
| Sackville River                  | 146                 |                             | Bedford Basin (Atlantischer Ozean)     | bedroht                  |
| Nine Mile River (Shad Bay)       |                     |                             | Atlantischer Ozean                     | verlustig                |
| Indian River (Head Harbour)      | 176                 |                             | St. Margarets Bay (Atlantischer Ozean) | verlustig                |
| Ingram River                     |                     |                             | St. Margarets Bay (Atlantischer Ozean) | verlustig                |
| Middle River (Mahone Bay)        |                     |                             | Mahone Bay (Atlantischer Ozean)        | bedroht                  |
| Gold River                       | 373                 |                             | Mahone Bay (Atlantischer Ozean)        | bedroht                  |
| Martins River                    |                     |                             | Mahone Bay (Atlantischer Ozean)        | verlustig                |
| Mushamush River                  |                     |                             | Mahone Bay (Atlantischer Ozean)        | bedroht                  |
| LaHave River                     | 1.380               |                             | Atlantischer Ozean                     | bedroht                  |
| Petite Rivière (Nova Scotia)     | 244                 |                             | Atlantischer Ozean                     | bedroht                  |
| Medway River                     | 1.400               |                             | Atlantischer Ozean                     | bedroht                  |
| Pleasant River                   |                     | Medway River                | Atlantischer Ozean                     |                          |
| Mersey River                     | 1.960               |                             | Atlantischer Ozean                     | verlustig                |
| Jordan River                     |                     |                             | Atlantischer Ozean                     | verlustig                |
| Roseway River                    | 515                 |                             | Atlantischer Ozean                     | verlustig                |
| Clyde River                      |                     |                             | Atlantischer Ozean                     | verlustig                |
| Barrington River                 |                     |                             | Atlantischer Ozean                     | verlustig                |
| Tusket River                     | 1.450               |                             | Atlantischer Ozean                     | bedroht                  |
| Chebogue River                   |                     |                             | Atlantischer Ozean                     | unbekannt                |
| Meteghan River                   | 200                 |                             | St. Marys Bay (Bay of Fundy)           | verlustig                |
| Sissiboo River                   | 650                 |                             | St. Marys Bay (Bay of Fundy)           | verlustig                |
| Bear River (Annapolis Basin)     | 330                 |                             | Annapolis Basin (Bay of Fundy)         | verlustig                |
| Annapolis River                  | 2.279               |                             | Annapolis Basin (Bay of Fundy)         | bedroht                  |
| Allains River                    |                     | Annapolis River             | Annapolis Basin (Bay of Fundy)         |                          |
| Nictaux River                    |                     | Annapolis River             | Annapolis Basin (Bay of Fundy)         |                          |
| Cornwallis River                 | 220                 |                             | Minas Basin (Bay of Fundy)             | verlustig                |
| Gaspereau River                  | 515                 |                             | Minas Basin (Bay of Fundy)             | bedroht                  |
| Avon River                       | 1.306               |                             | Minas Basin (Bay of Fundy)             | verlustig                |
| St. Croix River                  |                     | Avon River                  | Minas Basin (Bay of Fundy)             | verlustig                |
| Kennetcook River                 |                     | Avon River                  | Minas Basin (Bay of Fundy)             | verlustig                |
| Shubenacadie River               | 1.304               |                             | Cobequid Bay (Bay of Fundy)            | bedroht                  |
| Stewiacke River                  |                     | Shubenacadie River          | Cobequid Bay (Bay of Fundy)            | bedroht                  |
| Salmon River (Cobequid Bay)      | 770                 |                             | Cobequid Bay (Bay of Fundy)            | verlustig                |
| Black River (Salmon River)       |                     | Salmon River (Cobequid Bay) | Cobequid Bay (Bay of Fundy)            |                          |
| North River (Salmon River)       |                     | Salmon River (Cobequid Bay) | Cobequid Bay (Bay of Fundy)            | verlustig                |
| Chiganois River                  |                     |                             | Cobequid Bay (Bay of Fundy)            | verlustig                |
| Debert River                     |                     |                             | Cobequid Bay (Bay of Fundy)            | verlustig                |
| Great Village River              | 105                 |                             | Cobequid Bay (Bay of Fundy)            | verlustig                |
| Economy River                    | 150                 |                             | Minas Basin (Bay of Fundy)             | verlustig                |
| Farrells River                   |                     |                             | Minas Basin (Bay of Fundy)             | verlustig                |
| Shulie River                     |                     |                             | Chignecto Bay (Bay of Fundy)           |                          |
| River Hebert                     |                     |                             | Chignecto Bay (Bay of Fundy)           | verlustig                |
| Maccan River                     | 539                 |                             | Chignecto Bay (Bay of Fundy)           | verlustig                |
| Nappan River                     |                     |                             | Chignecto Bay (Bay of Fundy)           | verlustig                |